# Irfan Bachdim
Irfan Bachdim, indonezijski nogometaš, * 11. avgust 1988, Amsterdam, Nizozemska.
Za indonezijsko reprezentanco je odigral 41 uradnih tekem in dosegel 12 golov.